# هايسكول أوف ذا ديد
هايسكول اوف ذا ديد (بالإنجليزية: Highschool of the Dead) (باليابانية: 学園黙示録) هي مانغا تم تأليفها من المانغاكا دايسوكي ساتو، ورسمت بواسطة Shōji Satō (شوجي ساتو) وتصنف من انميات الإتشي (لمن هم فوق الـ 18). القصة تتكلم عن مجموعة من طلاب مدرسة ثانوية في ظل كارثة زومبيز (رجال اموات). المانغا قد تم نشرها في مجلة Monthly Dragon Age منذ سبتمبر 2006 وقد نُشرت دولياً بعدة لغات أخرى بجانب اليابانيّة. هايسكول اوف ذا ديد تحول إلى سلسلة انمي من قبل استوديو مادهاوس (بالانجلزية: Madhouse)، وبإخراج تتسورو أراكي وعُرض في اليابان في 7/5/2010 وانتهى الموسم الأول في 20/9/2010.

## القصة:-
تدور أحداث «هايسكول أوف ذا ديد» في الوقت الحالي في اليابان، يضرب العالم وباء يحول الناس إلى زومبيز -رجال أموات- كما يُشار إليهم بوساطة الشخصيات الرئيسية.تتبع القصة أحداث طلاب مدرسة ثانوية وممرضة المدرسة بينما يتعاملون مع حدث مأساوي هو «تفشي الوباء». بينما يحاولون النجاة من هجوم الزومبيز، يجب عليهم أيضًا مواجهة الانهيار المجتمعي، من الناجين الآخرين، وأيضًا الاستقلال بقواعدهم الأخلاقية. ابتداءً من المدرسة الثانوية، يهرب الطلاب إلى المدينة ويضطرون للتعامل مع المدرس الفاسد وطلابه. يتفقدون منازلهم لمعرفة هل بقي أحد من أسرهم على قيد الحياة، ويصطحبون معهم فتاة صغيرة مع كلبها. لاحقًا، يتجمعون في مجمع تجاري، ويذهبون إلى مركز شرطة، وفي النهاية يذهبون إلى مدرسة ابتدائية من المفترض أن تكون ملاذً آمنًا.

## الإعلام:-

### المانغا
كتبها دايوسكي ساتو ووضحها شوجي ساتو، بدأت هايسكول أوف ذا ديد بالتسلسل في سبتمبر 2006 جزءًا مع مجلة المانغا مونثلي دراغون إيج التابعة لفوجيمي شوبو، ومرت المانغا بعدة فجوات منذ عام 2008 إلى عام 2010، لكن بعد مارس 2011، أُطلق فصل واحد في أبريل 2013.لم تكتمل السلسلة نتيجة لموت دايسوكي ساتو في 22 مارس 2017. نشر فوجيمي شوبو وكادوكاوا شوتين سبع كتب تانكوبون: كتاب غير مرتبط بالقصة أو ليس جزءًا من سلسلة من مارس 2007 حتى أبريل 2011 في اليابان. النسخة الملونة بدأت بالتسلسل في شهر فبراير 2011 ضمن مجلد منثلي دراجون إيج.
أطلقت كادوكاوا شوتين النسخ السبع من المانغا من فبراير 2011 حتى مارس 2013. في أمريكا الشمالية، بدأت النسخة الملونة بالتسلسل في مارس 2011 جزءًا من مجلة على الإنترنت، هي الناشر الأمريكي للمانغا اليابانية والكورية، واستمرت في الصدور حتى يوليو 2011. طُبعت نسخ المانغا في مجموعة كتب تحتوي أكثر من سلسلة في الكتاب الواحد ونُشرت في 22 نوفمبر 2011 و17 ديسمبر 2013.
بعد فترة قصيرة من نشأة السلسلة وقبل ترخيص نشرها باللغة الإنكليزية، لاقت المانغا شهرة كافية باللغة الإنكليزية بواسطة برنامج سكانتلون لجذب المزيد من انتباه الكتاب والمنتجين، وشمل رسالة باللغة الإنكليزية في الفصل الخامس تطلب أن يتوجه المتابعون لشراء النسخة الأصلية من المانغا عند توفرها. لاحقًا رُخصت المانغا في أمريكا الشمالية بواسطة ين برس، وصدر الإصدار الأول في 25 يناير 2011. والسلسلة أيضًا أُطلقت في إسبانيا بواسطة جلينات إسبانا وفي ألمانيا بواسطة كارلسن وفي إيطاليا والبرازيل والمكسيك وكولومبيا بواسطة بانيني كوميكس، في فرنسا وكندا نُشرت باللغة الفرنسية بواسطة بيكا إيديشن وفي بولندا وانيكو وتايوان بواسطة كادوكاوا ميديا.صدرت مانغا مشتركة بواسطة شوجي ساتو، يُطلق عليها أعمال شوجي ساتو الفنية: هايسكول أوف ذا ديد، وترياجي إكس- لايتننغ بوب، نُشرت في 9 أغسطس 2012 بمشاركة شخصيات من ترياجي إكس، العمل الآخر لساتو.أُصيب كاتب السلسلة، دايسوكي ساتو بالمرض سنة 2008، ما جعل من إتمام المانغا أمرًا صعبًا. بعد وفاة دايسوكي ساتو سنة 2017، اتفق كاناواكاجيما وشوجي ساتو على وقف السلسلة والتركيز على سلسلة ترياجي إكس.

## روابط خارجية:-
- هايسكول أوف ذا ديد على موقع ANN manga (الإنجليزية)